# NGC 4841
NGC 4841 besteht aus zwei Einzelgalaxien; NGC 4841 A (auch NGC 4841–1) ist eine 13,1 mag helle elliptische Galaxie vom Hubble-Typ E4; NGC 4841 B (auch NGC 4841–2) eine 13,0 mag helle elliptische Galaxie vom Hubble-Typ E3. Beide Galaxien bilden eine gravitationelle Doppelgalaxie im Sternbild Haar der Berenike und sind etwa 304 Millionen Lichtjahre von der Milchstraße entfernt. 
Sie wurden am 11. April 1785 von Wilhelm Herschel mit einem 18,7-Zoll-Spiegelteleskop entdeckt, der sie dabei mit „F, pL“ beschrieb.